# Toranja
Toranja es una banda musical portuguesa formada por Tiago Bettencourt (voz, guitarras y piano), Ricardo Frutoso (guitarras), "Dodi" (bajo) y "Rato" (batería). Su primer disco (Esquissos) fue lanzado en Portugal en 2003 alcanzando gran éxito. El segundo disco, cuyo nombre es Segundo,  fue lanzado en 2005 en Portugal y un año más tarde en el Brasil.  
La fadista Cuca Roseta fue cantante de Toranja durante un tiempo a principios de su carrera, por invitación de Bettencourt quien fuera su amigo de la infancia.

## Discografía
- 2003: Esquissos
- 2005: Segundo